# 亀澤範行
亀澤 範行(かめさわ のりゆき、1980年7月17日 - )は、日本の実業家。A-LIFE株式会社、フィルフォート株式会社代表取締役であり、遺品整理や特殊清掃の事業を営む。

## 人物
大阪建設専門学校にて建築学科を専攻する。同専門学校を卒業後、移動販売・廃品回収の事業を始める。移動販売・廃品回収を営むかたわら、親族の遺品整理を経験する。そこで精神的にも体力的にもつらい状況の中で遺品整理をしなければならない遺族の立場を自ら体験し、そうした遺族の心労を寄り添う仕事をしたいと考え、関西クリーンサービスを創業した。
そして、依頼主から直接感謝される遺品整理の仕事に強い喜びを感じ、自らの天職としての可能性を見出す。2010年にはA-LIFE株式会社を設立し、本格的に遺品整理・特殊清掃の事業を開始する。遺品整理の仕事に取り組む中で、孤独死の多さを知り、多くのお年寄りが生前から家族と遺産や遺品について何らの話し合いをしていない状況を数多く経験する。
遺品整理の依頼主は、同時に不用品回収、引越しまたはリフォームのニーズを抱えていることが多く、依頼主のニーズにワンストップで応える体制を目指して、遺品整理、特殊清掃、引越し・運送、リサイクルショップの運営、リフォーム・リノベーション、不動産の売買・管理と幅広いサービスを展開していく。こうした顧客第一の姿勢が実り、A-LIFE株式会社は株式会社東京商工リサーチによる「遺品整理業」調査において、2019年3月度および2020年3月度の２年連続で遺品整理の取り扱い件数が関西で１位となる。
不用品に関しては81%を自社で運営するリサイクルショップや海外への寄付等に供し、残り19%は廃棄物として運搬後に再資源化を行っている。さらに植樹活動やクリーンディーゼル車を用いた排気ガス対策にも力を入れている。
情報番組などの複数のメディアに出演して遺品整理の現状を語っている。クイズバラエティ番組のパネリストとしてゴミ屋敷の片づけや清掃にまつわるエピソード披露、清掃現場から発見され高額取引される場合がある不用品の紹介、住人自身によるセルフ・ネグレクトといった原因可能性指摘を交えたゴミ屋敷の片づけ、お笑い芸人ミキとともにゴミ屋敷の清掃・片づけ、作業実演による競業他社の便利グッズとの対決、また、主に独居老人の遺品整理の際に、高額な遺品・現金が見つかることが多い実態などを紹介、遺品整理作業の様子と合わせてよくある依頼事例などの実情を紹介している（テレビ朝日「ワイド！スクランブル」が遺品整理のエクシアを密着 - YouTube）。
コロナ禍においては、培ってきた特殊清掃の知識や技術を駆使してウイルス消毒事業のプロエンドクリーンを起ち上げる。
新型コロナウイルスの陽性者が出たところだけでなく、感染予防を目的とする企業や施設、オフィス、店舗、一般家庭などからの依頼を受けている。

## 略歴
出典
- 2007年12月 - 個人商店として関西クリーンサービスを創業。
- 2010年8月 - A-LIFE株式会社を設立し、遺品整理・特殊清掃を開始する。
- 2012年10月 - 大阪市東成区に営業所を開設。
- 2013年2月 - 奈良市に総合リサイクルショップ買豊堂を開店。
- 2015年1月 - 大阪市に営業所を開業。
- 2017年8月 - 宅地建物取引業であるフィルフォート株式会社を設立。
- 2019年 - 京都市に京都営業所を開設。総合建築業であるエーライフリノベーションラボを開業。奈良市に新社屋を竣工。
- 2020年 - ウイルス除染のプロエンドクリーンを開業する[12]。

## 著書
- 『プロが教える本物の遺品整理　悪徳業者６つの見分け方』（2020年1月1日）ASIN 4908181551

## メディア出演
| 番組名                                                                    | 放送日         | 映像       | 出典          |
| ------------------------------------------------------------------------- | -------------- | ---------- | ------------- |
| ワイド!スクランブル                                                       | 2016年6月30日  |            | [ 15 ]        |
| 日曜ビッグバラエティ                                                      | 2016年12月4日  |            | [ 16 ]        |
| 世界ゴミ屋敷バスターズ                                                    | 2017年5月19日  |            | [ 17 ]        |
| 日曜ビッグバラエティ                                                      | 2017年6月18日  |            | [ 18 ]        |
| ダラケ! 〜お金を払ってでも見たいクイズ〜 シーズン13 #3 ゴミ屋鋪清掃業者SP | 2017年12月7日  |            | [ 19 ]        |
| 報道ランナー                                                              | 2018年3月14日  |            |               |
| 世界ゴミ屋敷バスターズ 第2弾!                                             | 2018年4月20日  |            | [ 20 ]        |
| 雨上がりの「Aさんの話」〜事情通に聞きました!〜                            | 2018年5月29日  |            |               |
| Nスタ                                                                     | 2018年8月1日   |            | [ 21 ]        |
| 大阪ほんわかテレビ                                                        | 2018年9月28日  |            |               |
| 情報ライブ ミヤネ屋                                                       | 2018年4月18日  |            | [ 22 ]        |
| 情報ライブ ミヤネ屋                                                       | 2019年6月13日  |            | [ 23 ]        |
| 情報ライブ ミヤネ屋                                                       | 2021年5月14日  |            | [ 24 ]        |
| かんさい情報ネットten.                                                    | 2020年2月19日  |            |               |
| ワオ！のマークのますおか引越センター                                      | 2020年2月23日  |            |               |
| 山里亮太のまさかのバーサーカー                                            | 2020年4月26日  |            |               |
| お笑いワイドショー マルコポロリ!                                          | 2018年8月5日   |            | [ 25 ] [ 26 ] |
| お笑いワイドショー マルコポロリ!                                          | 2018年12月16日 |            | [ 27 ]        |
| お笑いワイドショー マルコポロリ!                                          | 2020年10月25日 |            | [ 28 ]        |
| お笑いワイドショー マルコポロリ!                                          | 2021年2月7日   |            | [ 29 ]        |
| お笑いワイドショー マルコポロリ!                                          | 2021年5月30日  |            | [ 30 ]        |
| お笑いワイドショー マルコポロリ!                                          | 2022年5月8日   |            | [ 31 ]        |
| news23                                                                    | 2021年3月16日  | [ 映像 1 ] | [ 32 ] [ 33 ] |
| news23                                                                    | 2021年11月8日  |            | [ 34 ] [ 35 ] |
| NEWS ZERO                                                                 | 2021年3月23日  |            | [ 36 ]        |
| 探偵!ナイトスクープ                                                       | 2021年4月2日   |            | [ 37 ] [ 38 ] |
| ニュース きん5時                                                          | 2021年4月30日  |            | [ 39 ]        |
| 奈良テレビ                                                                | 2021年6月21日  | [ 映像 2 ] | [ 40 ]        |
| レコール                                                                  | 2021年6月24日  | [ 映像 3 ] | [ 41 ]        |
| レコール                                                                  | 2021年6月24日  | [ 映像 4 ] | [ 42 ]        |
| あさチャン!                                                               | 2021年7月2日   |            | [ 43 ]        |
| MBSニュース・よんチャンTV 水曜日：「特命取材班 スクープ」                 | 2021年11月3日  | [ 映像 5 ] | [ 44 ]        |
| THE TIME,                                                                 | 2021年11月16日 |            | [ 45 ]        |
| やさしいニュース                                                          | 2022年3月22日  | [ 映像 6 ] | [ 46 ]        |
| ゆうドキッ!                                                               | 2022年5月24日  |            | [ 47 ]        |

| 新聞名             | 掲載日         | 映像       | 出典   |
| ------------------ | -------------- | ---------- | ------ |
| 産経WEST           | 2017年12月5日  |            | [ 48 ] |
| 産経WEST           | 2022年1月16日  |            | [ 49 ] |
| 産経新聞近畿版     | 2020年7月18日  |            |        |
| まいどなニュース   | 2021年2月3日   |            | [ 50 ] |
| 産経ニュース       | 2021年5月25日  |            | [ 51 ] |
| 産経ニュース       | 2021年10月22日 |            | [ 52 ] |
| 産経ニュース       | 2022年2月12日  |            | [ 53 ] |
| 産経ニュース       | 2022年5月30日  |            | [ 54 ] |
| 読売新聞オンライン | 2021年6月16日  |            | [ 55 ] |
| 読売新聞オンライン | 2021年10月17日 |            | [ 56 ] |
| 読売新聞オンライン | 2021年11月29日 |            | [ 57 ] |
| 読売新聞オンライン | 2022年1月26日  |            | [ 58 ] |
| 朝日新聞デジタル   | 2021年6月14日  |            | [ 59 ] |
| 朝日新聞デジタル   | 2021年7月19日  | [ 映像 7 ] | [ 60 ] |
| 朝日新聞デジタル   | 2021年10月24日 |            | [ 61 ] |
| タイムズ           | 2021年11月19日 |            | [ 62 ] |
| 日本経済新聞       | 2021年11月22日 |            | [ 63 ] |
| サライ             | 2021年12月28日 |            | [ 64 ] |

| 雑誌名                    | 出版社             | 発売日        | ASIN            |
| ------------------------- | ------------------ | ------------- | --------------- |
| 家主と地主 2021年 06 月号 | 全国賃貸住宅新聞社 | 2021年5月14日 | ASIN B093QCHWY9 |